# Доспинешти (Дамбовица)
Доспинешти (рум. Dospinești) насеље је у Румунији у округу Дамбовица у општини Вишинешти. Oпштина се налази на надморској висини од 355 m.

## Становништво
Према подацима из 2002. године у насељу је живело 123 становника, од којих су сви румунске националности.